# 나쁜 녀석들: 라이드 오어 다이
《나쁜 녀석들: 라이드 오어 다이》(영어: Bad Boys: Ride or Die)는 2024년 개봉한 미국의 버디 경찰 액션 코미디 영화이다. 2020년 영화 《나쁜 녀석들: 포에버》의 속편이다.

## 출연진
- 윌 스미스 - 형사 마이크 라우리 경위 역
- 마틴 로런스 - 형사 마커스 버넷 경위 역
- 버네사 허전스 - 켈리 역
- 알렉산더 러드위그 - 돈 역
- 파올라 누녜스 - 리타 서카다 경감 역
- 에릭 데인 - 제임스 맥그래스 역
- 요안 그리피드 - 애덤 록우드 역
- 제이컵 시피오 - 아르만도 아레타스 역: 마이크의 아들.
- 멜러니 라이버드 - 크리스틴 라우리 역
- 타샤 스미스[1] - 테리사 버넷 역
- 티퍼니 해디시 - 태비사 역
- 조 팬털리아노 - 콘래드 하워드 경감 역
- 존 샐리 - 플레처 역
- DJ 칼리드 - 매니 더 부처 역
- 레이 시혼 - 주디 하워드 역
- 데니스 맥도널드 - 레지 역
- 비앙카 베슌 - 메건 역
- 마이클 베이 - 포르셰 운전자 역
- 카비 라메 - 본인 역 (크레디트 미기재, 카메오 출연)

## 이모저모
- 전편에서는 마이크가 포르쉐 911 카레라 4S (992)를 몰았는데, 이번 편에서는 대신에 911 터보 S (992)를 운전한다.